# Iwao Uruma

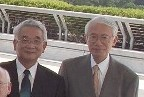
Iwao Uruma (rechts) und Generalstaatsanwalt Akio Harada 2004

Iwao Uruma (jap. 漆間 巌 Uruma Iwao; * 19. April 1945 in Tokio) ist ein japanischer Politiker und stellvertretender Chefkabinettssekretär im Kabinett Asō.

## Leben
Uruma, Absolvent der juristischen Fakultät der Universität Tokio, arbeitete nach seinem Abschluss 1969 für die Nationale Polizeibehörde. 1980 wurde er als Sekretär in die japanische Botschaft in der Sowjetunion entsandt. Ab 1987 arbeitete er einer Forschungsabteilung der Verteidigungsbehörde. Später leitete er unter anderem die Polizeien in den Präfekturen Nara (1989–1991), Aichi (1996–1999) und Osaka (2000–2001). 2004 wurde er zum Leiter der Nationalen Polizeibehörde ernannt. Er blieb bis 2007 auf dieser Position; sein Nachfolger wurde Hiroto Yoshimura.
Danach war Uruma zunächst als Berater (komon) weiter für die Polizeibehörde tätig. 2008 wurde er dann Generaldirektor (rijichō) der Stiftung „Zentrum für die Analyse von Verkehrsunfällen“ (交通事故総合分析センター, kōtsū jiko sōgō bunseki sentā, engl. Institute for Traffic Accident Research and Data Analysis, ITARDA). Im September 2008 wurde er als stellvertretender Chefkabinettssekretär im Kabinettssekretariat unter Takeo Kawamura ins Kabinett Asō berufen. Im Skandal um das Bauunternehmen Nishimatsu Kensetsu im Frühjahr 2009, der den Parteivorsitzenden der Demokratischen Partei Ichirō Ozawa zu Fall brachte, hatte Uruma angedeutet, dass Politiker der regierenden Liberaldemokratischen Partei von den Ermittlern bewusst nicht untersucht würden. Uruma entschuldigte sich vor dem Haushaltsausschuss des Unterhauses für seine Bemerkungen, nachdem die Medien Einflussnahme der Regierungspartei auf die Ermittler vermutet hatte.